# Montagnat
Montagnat és un municipi francès situat al departament de l'Ain i a la regió d'Alvèrnia-Roine-Alps. L'any 2007 tenia 1.569 habitants.

## Demografia

### Població
El 2007 la població de fet de Montagnat era de 1.569 persones. Hi havia 573 famílies de les quals 83 eren unipersonals (32 homes vivint sols i 51 dones vivint soles), 229 parelles sense fills, 253 parelles amb fills i 8 famílies monoparentals amb fills.
La població ha evolucionat segons el següent gràfic:
Habitants censats

### Habitatges
El 2007 hi havia 603 habitatges, 586 eren l'habitatge principal de la família, 8 eren segones residències i 10 estaven desocupats. 595 eren cases i 5 eren apartaments. Dels 586 habitatges principals, 538 estaven ocupats pels seus propietaris, 41 estaven llogats i ocupats pels llogaters i 6 estaven cedits a títol gratuït; 1 tenia una cambra, 4 en tenien dues, 28 en tenien tres, 132 en tenien quatre i 421 en tenien cinc o més. 527 habitatges disposaven pel capbaix d'una plaça de pàrquing. A 160 habitatges hi havia un automòbil i a 409 n'hi havia dos o més.

### Piràmide de població
La piràmide de població per edats i sexe el 2009 era:
| Homes | Edats   | Dones |
| ----- | ------- | ----- |
| 0     | 95 o +  | 0     |
| 0     | 90 a 94 | 0     |
| 8     | 85 a 89 | 12    |
| 4     | 80 a 84 | 0     |
| 16    | 75 a 79 | 32    |
| 20    | 70 a 74 | 8     |
| 8     | 65 a 69 | 16    |
| 32    | 60 a 64 | 16    |
| 48    | 55 a 59 | 44    |
| 92    | 50 a 54 | 68    |
| 60    | 45 a 49 | 80    |
| 56    | 40 a 44 | 52    |
| 56    | 35 a 39 | 64    |
| 64    | 30 a 34 | 44    |
| 24    | 25 a 29 | 28    |
| 24    | 20 a 24 | 20    |
| 36    | 15 a 19 | 84    |
| 40    | 10 a 14 | 48    |
| 80    | 5 a 9   | 52    |
| 44    | 0 a 4   | 44    |

## Economia
El 2007 la població en edat de treballar era de 1.079 persones, 792 eren actives i 287 eren inactives. De les 792 persones actives 766 estaven ocupades (398 homes i 368 dones) i 26 estaven aturades (10 homes i 16 dones). De les 287 persones inactives 148 estaven jubilades, 91 estaven estudiant i 48 estaven classificades com a «altres inactius».

### Ingressos
El 2009 a Montagnat hi havia 593 unitats fiscals que integraven 1.656,5 persones, la mediana anual d'ingressos fiscals per persona era de 23.160 €.

### Activitats econòmiques
Dels 97 establiments que hi havia el 2007, 3 eren d'empreses alimentàries, 1 d'una empresa de fabricació de material elèctric, 9 d'empreses de fabricació d'altres productes industrials, 15 d'empreses de construcció, 31 d'empreses de comerç i reparació d'automòbils, 2 d'empreses de transport, 7 d'empreses d'hostatgeria i restauració, 1 d'una empresa d'informació i comunicació, 4 d'empreses financeres, 5 d'empreses immobiliàries, 7 d'empreses de serveis, 8 d'entitats de l'administració pública i 4 d'empreses classificades com a «altres activitats de serveis».
Dels 22 establiments de servei als particulars que hi havia el 2009, 3 eren tallers de reparació d'automòbils i de material agrícola, 1 autoescola, 1 paleta, 4 fusteries, 3 lampisteries, 2 electricistes, 1 perruqueria, 6 restaurants i 1 agència immobiliària.
Dels 10 establiments comercials que hi havia el 2009, 2 eren grans superfícies de material de bricolatge, 1 una botiga de més de 120 m², 1 una botiga de menys de 120 m², 1 una llibreria, 2 botigues de material esportiu i 3 drogueries.
L'any 2000 a Montagnat hi havia 15 explotacions agrícoles que ocupaven un total de 396 hectàrees.

## Equipaments sanitaris i escolars
El 2009 hi havia una escola elemental.

## Poblacions més properes
El següent diagrama mostra les poblacions més properes.